# Église Notre-Dame du Bourg-Dun
Pour les articles homonymes, voir Église Notre-Dame.
L'église Notre-Dame est une église catholique située à Le Bourg-Dun, en France.

## Localisation
L'église est située à Le Bourg-Dun, commune du département français de la Seine-Maritime.

## Historique
L'église est bâtie à partir de la seconde moitié du XIe siècle sur le site d'une abbaye.  
Les travaux se poursuivent aux XIIe siècle et XIIIe siècle.
Au début du XVIe siècle une chapelle est ajoutée, avec une voûte de Nicolas Bediou. Un retable est ajouté en 1680.
L'édifice est classé sur la liste de 1862 puis sur au titre des monuments historiques par arrêté du 28 décembre 1910.

## Description
L'édifice est de tuf et de grès. 
L'église conserve des fonts baptismaux sculptés.